# Laviolette–Saint-Maurice
Pour les articles homonymes, voir Saint-Maurice.
Circonscription électorale provinciale du Canada
Laviolette–Saint-Maurice est une circonscription électorale du Québec, créée lors de la refonte de la carte électorale de 2017. 

## Historique
La circonscription est créée lors de la refonte de la carte électorale en 2017. Elle est formée par le regroupement de la plus grande partie de la circonscription de Laviolette et d'une partie de Saint-Maurice, le reste de ces deux circonscriptions étant réparti dans Champlain et Maskinongé

## Territoire et limites
La circonscription comprend:
- Les municipalités de Grandes-Piles, La Bostonnais, Lac-Édouard, La Tuque, Notre-Dame-du-Mont-Carmel, Saint-Roch-de-Mékinac, Shawinigan et Trois-Rives;
- Les réserves indiennes de Coucoucache, Obedjiwan et Wemotaci;
- Les territoires non organisés de Lac-Boulé, Lac-Masketsi, Lac-Normand et Rivière-de-la-Savane.

## Liste des députés
| Législature                                                       | Années       | Député | Député              | Parti            |
| ----------------------------------------------------------------- | ------------ | ------ | ------------------- | ---------------- |
| Laviolette–Saint-Maurice Créée depuis Laviolette et Saint-Maurice |              |        |                     |                  |
| 42e                                                               | 2018–2022    |        | Marie-Louise Tardif | Coalition avenir |
| 43e                                                               | 2022–présent |        | Marie-Louise Tardif | Coalition avenir |

## Résultats électoraux
|                                                                                             | Nom                            | Parti                  | Nombre de voix | %      | Maj.   |
| ------------------------------------------------------------------------------------------- | ------------------------------ | ---------------------- | -------------- | ------ | ------ |
|                                                                                             | Marie-Louise Tardif (sortante) | Coalition avenir       | 19 418         | 51,7 % | 13 131 |
|                                                                                             | Pierre-David Tremblay          | Conservateur           | 6 287          | 16,7 % | -      |
|                                                                                             | Pascal Bastarache              | Parti québécois        | 6 010          | 16 %   | -      |
|                                                                                             | France Lavigne                 | Québec solidaire       | 3 568          | 9,5 %  | -      |
|                                                                                             | Kévin Nzoula-Mendome           | Libéral                | 1 875          | 5 %    | -      |
|                                                                                             | Jean-Patrick Berthiaume        | Indépendant            | 137            | 0,4 %  | -      |
|                                                                                             | Raoul Parent                   | L'union fait la force  | 126            | 0,3 %  | -      |
|                                                                                             | Josée St-Georges               | Famille et communautés | 122            | 0,3 %  | -      |
| Total                                                                                       | Total                          | Total                  | 37 543         | 100 %  |        |
| Le taux de participation lors de l'élection était de 64 % et 497 bulletins ont été rejetés. |                                |                        |                |        |        |

|                                                                                               | Nom                      | Parti               | Nombre de voix | %      | Maj.  |
| --------------------------------------------------------------------------------------------- | ------------------------ | ------------------- | -------------- | ------ | ----- |
|                                                                                               | Marie-Louise Tardif      | Coalition avenir    | 16 260         | 45,4 % | 8 820 |
|                                                                                               | Pierre Giguère (sortant) | Libéral             | 7 440          | 20,8 % | -     |
|                                                                                               | Jacynthe Bruneau         | Parti québécois     | 5 611          | 15,7 % | -     |
|                                                                                               | Christine Cardin         | Québec solidaire    | 5 414          | 15,1 % | -     |
|                                                                                               | Ugo Hamel                | Conservateur        | 639            | 1,8 %  | -     |
|                                                                                               | Jacques Gosselin         | Citoyens au pouvoir | 444            | 1,2 %  | -     |
| Total                                                                                         | Total                    | Total               | 35 808         | 100 %  |       |
| Le taux de participation lors de l'élection était de 63,8 % et 888 bulletins ont été rejetés. |                          |                     |                |        |       |